# Bundeswahlkreis Aston
Koordinaten: 37° 54′ S, 145° 14′ O

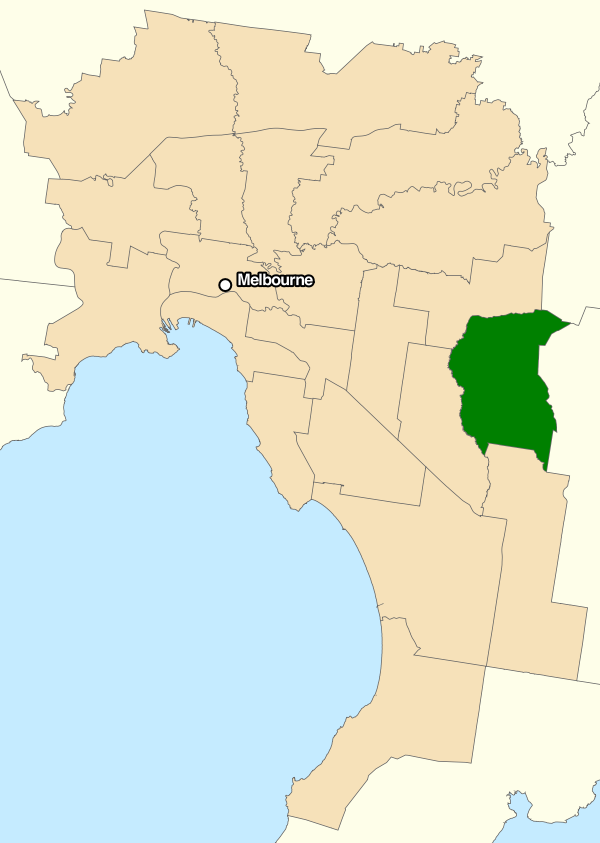
Lage des Wahlkreises in Melbourne.

Der Bundeswahlkreis Aston ist ein Wahlkreis (englisch electoral division) für die Wahl eines Abgeordneten des australischen Repräsentantenhauses. Er liegt im Bundesstaat Victoria und wurde 1984 gegründet. Benannt ist er nach dem blinden australischen Schriftsteller und Lehrer Tilly Aston, der die Victorian Association of Braille Writers (übersetzt: Victorianischer Verband der Brailleschriftsteller) gründete.
Der Wahlkreis liegt im Osten von Melbourne und umfasst die Vororte Rowville, Scoresby, Knoxfield und Wantirna.

## Bisherige Abgeordnete
| Name            | Partei                     | Amtszeiten |
| --------------- | -------------------------- | ---------- |
| John Saunderson | Australian Labor Party     | 1984–1990  |
| Peter Nugent    | Liberal Party of Australia | 1990–2001  |
| Chris Pearce    | Liberal Party of Australia | 2001–2010  |
| Alan Tudge      | Liberal Party of Australia | 2010–      |